# Newton (Nova Jersey)
Newton és una població dels Estats Units a l'estat de Nova Jersey. Segons el cens del 2007 tenia 8.167 habitants.

## Demografia
Segons el cens del 2000, Newton tenia 8.244 habitants, 3.258 habitatges, i 1.941 famílies. La densitat de població era de 1.026,8 habitants/km².
Dels 3.258 habitatges en un 30,1% hi vivien nens de menys de 18 anys, en un 44% hi vivien parelles casades, en un 11,5% dones solteres, i en un 40,4% no eren unitats familiars. En el 33,5% dels habitatges hi vivien persones soles el 14,5% de les quals corresponia a persones de 65 anys o més que vivien soles. El nombre mitjà de persones vivint en cada habitatge era de 2,39 i el nombre mitjà de persones que vivien en cada família era de 3,12.
Per edats la població es repartia de la següent manera: un 23,9% tenia menys de 18 anys, un 7,6% entre 18 i 24, un 31,2% entre 25 i 44, un 21,6% de 45 a 60 i un 15,6% 65 anys o més.
L'edat mediana era de 38 anys. Per cada 100 dones de 18 o més anys hi havia 90,5 homes.
La renda mediana per habitatge era de 44.667 $ i la renda mediana per família de 56.484 $. Els homes tenien una renda mediana de 41.089 $ mentre que les dones 30.016 $. La renda per capita de la població era de 20.577 $. Aproximadament el 6,9% de les famílies i l'11,2% de la població estaven per davall del llindar de pobresa.

## Poblacions més properes
El següent diagrama mostra les poblacions més properes.